# Michael McGovern (Bischof)

Wappen von Michael George McGovern als Erzbischof von Omaha

Wappen von Michael George McGovern als Bischof von Belleville

Michael George McGovern (* 1. Juli 1964 in Chicago) ist ein US-amerikanischer Geistlicher und römisch-katholischer Erzbischof von Omaha.

## Leben
Michael McGovern besuchte die Schule Christ the King in Chicago und das Saint Ignatius College. 1986 erwarb er an der Loyola University Chicago einen Bachelor im Fach Philosophie. Von 1988 bis 1990 studierte McGovern an der DePaul University in Chicago Rechtswissenschaft. Nach dem Studium der Katholischen Theologie an der University of Saint Mary of the Lake in Mundelein empfing er am 21. Mai 1994 in der Holy Name Cathedral durch den Erzbischof von Chicago, Joseph Kardinal Bernardin, das Sakrament der Priesterweihe.
Nach der Priesterweihe war Michael McGovern zunächst als Pfarrvikar der Queen of the Universe Parish in Chicago tätig, bevor er von 1998 bis 1999 Pfarrvikar der Saint Mary Parish in Lake Forest war. 1999 wurde McGovern beigeordneter Diözesankanzler des Erzbistums Chicago und 1999 schließlich Vize-Diözesankanzler. Von 2000 bis 2002 war er Delegat des Erzbischofs für die ausländischen Priester. Danach war Michael McGovern für ein Jahr als Pfarrvikar in der Saint Juliana Parish in Chicago tätig. Von 2004 bis 2016 war er Pfarrer der Saint Mary Parish in Lake Forest, bevor er Pfarrer der Saint Raphael the Archangel Parish in Old Mill Creek wurde. Seit 2007 war McGovern zusätzlich Dekan der Deanery A des Vikariats I und seit 2020 Bischofsvikar ad interim des Vikariats I. Ferner war Michael McGovern zudem seit 2001 Mitglied des Priesterrats und seit 2009 Mitglied des Konsultorenkollegiums des Erzbistums Chicago. McGovern ist Mitglied des Ritterordens des Heiligen Grabes von Jerusalem. Seit 2021 fungiert er als Landeskaplan der Knights of Columbus in Illinois.
Am 3. April 2020 ernannte ihn Papst Franziskus zum Bischof von Belleville. Der Erzbischof von Chicago, Blase Joseph Kardinal Cupich, spendete ihm am 22. Juli desselben Jahres in der Cathedral of St. Peter in Belleville die Bischofsweihe; Mitkonsekratoren waren der emeritierte Weihbischof in Chicago, George Rassas, und der emeritierte Bischof von Belleville, Edward Kenneth Braxton.
Am 31. März 2025 ernannte ihn Papst Franziskus zum Erzbischof von Omaha. Die Amtseinführung fand am 7. Mai desselben Jahres statt.